# تتراکائین
تتراکائین (به انگلیسی: Tetracaine)
رده درمانی: بی‌حس‌کننده موضعی
اشکال دارویی: قطره و آمپول

## موارد مصرف
قطره چشمی تتراکائین اصولاً جهت درمان درد چشم و بیحسی قرنیه بکار می‌رود. آمپول آن برای بی‌حسی نخاعی، اپیدورال، بلوک‌کردن عصب محیطی، پری‌نوریوم و اندام تحتانی به کار می‌رود.

## مکانیسم اثر
تتراکائین با رقابت با کلسیم در نشستن بر روی گیرنده‌های غشائی عصبی باعث کنترل عبور سدیم از وراء غشای سلولی می‌شود و مرحله دپولاریزاسیون پتاسیل عمل را کاهش می‌دهد. این اثرات با تثبیت برگشت‌پذیر غشای سلول‌های عصبی در نتیجه کاهش نفوذپذیری این غشا به یون سدیم، شروع و هدایت امواج عصبی را متوقف می‌کند.

## عوارض جانبی
واکنش‌های سیستمیک ممکن است به سرعت یا با تأخیر و تا ۳۰ دقیقه پس از تجویز دارو بروز کند، عوارض با شیوع کم آن عبارتند از کبودی‌رنگ پوست، اختلال بینایی یا دوبینی، تشنج، سرگیجه، زنگ زدن گوش، لرزش یا رعشه، عصبانیت یا بی‌قراری غیرعادی و تهوع و استفراغ، اریتم، ادم و خارش نیز درمصرف موضعی دارو گزارش شده است.